# شرح حال رجال ایران در قرن ۱۲ و ۱۳ و ۱۴ هجری
شرح حال رجال ایران در قرن ۱۲ و ۱۳ و ۱۴ هجری، عنوان کتابی است نوشته مهدی بامداد، که نمونه‌ای از نخستین تلاش‌های مورخان و نویسندگان معاصر در شناساندن رجال و معاریف ایرانی، به شیوهٔ نوین به‌شمار می‌رود.
این کتاب، یک دائرةالمعارف نسبتاً بزرگ در شناخت تاریخ رجال ایران در سه قرن اخیر بوده و با معرفی جمع کثیری از رجال ایرانی در این سه قرن، به عنوان یکی از مراجع بسیار مهم جهت محققان و مورخان و دانش پژوهانی که قصد پژوهش و تألیف در این عرصه را دارند، به‌شمار می‌رود. بامداد که با پشتکار، مطالعه و تحقیق چند ساله و بر اثر معاشرت طولانی با خانواده‌های رجال سیاسی ایران، موفق به تألیف چنین اثری شده‌است، در نگارش این اثر از منابعی همچون خاطرات و خطرات اثر مخبرالسلطنه هدایت، یادداشت‌های روزانه اعتمادالسلطنه و سایر آثار وی، کتابهای خان ملک ساسانی، دورهٔ مجلات و نشریاتی همچون مجله یادگار، یغما و… کتاب ایران و مسئلهٔ ایران، اثرِ لرد کرزِن و منابع متعدد دیگر، بهره برده‌است.
این اثر، مشهورترین و شاخص‌ترین اثر مهدی بامداد محسوب می‌شود و عمدهٔ شهرت امروزی او، به سبب تألیف همین کتاب می‌باشد.
بامداد ابتدا تصمیم داشت مجموعه یادداشتهای خود را در ده جلد انتشار دهد، لیکن به سبب بیماری آن‌ها را طی سال‌های ۱۳۴۷ تا ۱۳۵۱ خورشیدی در شش مجلد منتشر کرد.
بنا به گفته برخی صاحبنظران، وی در تدوین مطالب کتاب شرح حال رجال ایران در قرن ۱۲ و ۱۳ و ۱۴ هجری، استقلال رأی و نظر داشته و از داوریهای رجال نویسان پیشین تأثیر نپذیرفته‌است. نثر این کتاب، نثری شیرین و روان است و جای جای صفحات آن در مجلدات مختلف با تصاویری گویا و بعضاً منحصربه‌فرد، آراسته شده‌است.
حسین محبوبی اردکانی، در مجموعه مقالاتی که با عنوان «انتقاد (نقد) کتاب شرح حال رجال ایران در قرن ۱۲، ۱۳، ۱۴ هجری»، در مجله راهنمای کتاب، [سال دوازدهم، شماره‌های ۹ و ۱۰ (آذر - دی ۱۳۴۸ خورشیدی)، صفحات ۵۳۸ تا ۵۴۳، و نیز: سال سیزدهم، شماره‌های ۱۰ و ۱۱ و ۱۲(دی - بهمن - اسفند ۱۳۴۹ خورشیدی)، صفحات ۷۷۱ تا ۷۷۸]، نوشته‌است، به نکات زیادی در مورد این کتاب اشاره کرده و از جمله نوشته‌است:
چنانچه با معیار قزوینی، در ارزیابی لغت نامهٔ دهخدا، این کتاب را بسنجیم، آن را تقریباً بدون غلط می‌یابیم؛ اما کاستیهایی نیز در این کتاب وجود دارد؛ از جمله اینکه زندگینامه‌ها براساس نام کوچک اشخاص (و نه شهرت یا نام خانوادگی آنان) تنظیم شده‌است، در شرح احوال رجال نظم و ترتیب تاریخی رعایت نشده‌است، از ذکر منابع و مآخذ خودداری گردیده‌است، شرح حال عده‌ای از مشاهیر نادیده گرفته شده و در این کتاب نیامده‌است، از بسیاری از رجال دورهٔ افشاریه و زندیه ذکری نرفته و بیشتر شرح حال‌ها به رجال عصر قاجار اختصاص یافته و تازه در دورهٔ قاجار نیز، به جز در مورد رجال دوران سلطنت ناصرالدین شاه که در مورد اغلب آن‌ها شرح حالی ارائه شده، در مورد رجال دوران دیگر پادشاهان قاجاری، به شرح حال شمار معدودی از این قبیل رجال اکتفا شده‌است. اما با وجود تمامی این موارد، هیچ‌یک از این کاستی‌ها از ارزش‌های این کتاب نمی‌کاهد.